# GacktのFURACHIなオトコたち
GacktのFURACHIなオトコたち（がくとのふらちなおとこたち）は、ニッポン放送をキーステーションに、2003年4月5日から2005年3月26日まで放送されていたラジオ番組。パーソナリティーは、歌手のGackt。番組の略称はふらちお。

## 概略
2002年4月から1年間担当していた@llnightnippon.comが2003年3月に終了したのに伴い、2003年4月から（ニッポン放送で）毎週土曜日の21:30～22:00の時間帯で放送開始となったこの番組はリスナーから寄せられた悩み事を“不埒”になって解決するという番組。CM前のジングルでは『不埒になって既成概念を捨てて新しい発見を。』というフレーズをGacktが語るものもあった。
番組内ではリスナーと電話をつなぐときもあるが、その際Gacktは「もしもし。」ではなく、「もりもり。」と声をかける。当然、リスナー側も「もりもり。」と返答をする。
また、番組はインターネット上でオンデマンド放送を行っていた。ただし、聴くことが出来るのは1週間限定で、番組内で流れた曲とCMは放送されない。

## ネット局
- IBC岩手放送（土曜 23:00～23:30）
- ラジオ福島（日曜 21:30～22:00）
- 信越放送（土曜 21:00～21:30）
- 北陸放送（日曜 22:30～23:00）
- 静岡放送（日曜 22:30～23:00）
- 山陽放送（火曜 23:30～24:00）
- 西日本放送（日曜 21:00～21:30）